# Marianne Lundsgaard
Marianne Lundsgaard Wegens (født 13. juli 1955) er formand for bestyrelsen i Fonden Ensomme Gamles Værn og var i 20 år sekretariatsleder for Danske Ældreråd. Hun arbejder i dag som seniorkonsulent i Dansk Ældreråd.
I 1996 blev det lovbestemt, at der i samtlige kommuner skulle oprettes lokale ældreråd, hvor medlemmerne vælges direkte. Marianne Lundsgaard Wegens i 1999 med til at udforme de første vedtægter for den landsdækkende Sammenslutning af Ældreråd i Danmark. Dengang bestod sekretariatet udover hende selv af medarbejder på deltid, mens der i 2018 er næsten seks årsværk.
Udover indsatsen i Danske Ældreråd har Marianne Lundsgaard Wegens også været med til at skabe fællessekretariatet med organisationen DemensKoordinatorer i Danmark, DKDK, og Landsforeningen for ansatte i sundhedsfremmende og forebyggende hjemmebesøg, SUFO, på sekretariatets adresse i Vanløse.
I 2014 vandt Danske Ældreråd førstepladsen i en verdensomspændende konkurrence om borgerinddragelse, Open Government Award. Som sekretariatsleder fik Marianne Lundsgaard Wegens overrakt præmien i FNs bygning i New York foran mere end 60 statsoverhoveder. Daværende statsminister Helle Thorning Schmidt overrakte prisen og Marianne Lundsgaard Wegens hilste ved samme lejlighed den amerikanske præsident Barack Obama..
Marianne Lundsgaard Wegens har siden 2012 været bestyrelsesmedlem og siden 2015 formanden for bestyrelsen i Fonden Ensomme Gamles Værn, der støtter forskning, formidling og sociale projekter, der gavner de gamle mennesker, der har mindst både socialt og økonomisk.

## Baggrund
Marianne Lundsgaard Wegens er uddannet magister i kultursociologi, og hun har desuden en master i offentlig forvaltning og socialt iværksætteri. Efter 20 år som leder af sekretariatet for Danske Ældreråd, trappede hun i 2018 ned til at være seniorkonsulent i samme organisation.
I 1973 blev kimen lagt for et arbejdsliv med frivillige organisationer og demokrati, da hun et halvt år var elev på Braziers Adult College i nærheden af Reading. Stedet udsprang efter Anden Verdenskrig, hvor formålet var, at unge mennesker fra hele Europa skulle mødes og arbejde og studere sammen for at få en bedre forståelse hinandens baggrunde, så eventuelle konflikter ikke ville munde ud i flere krige. Efter opholdet på Braziers Adult College rejste og boede hun i Europa, og i 1980 mødte hun Jesper Wegens. De blev gift i 1990, og parret fik en datter i 1993.